# 松平春嶽
松平 慶永（日语：〔〕／ Matsudaira Yoshinaga，1828年10月10日—1890年6月2日），日本江戶時代後期的大名及明治時期的政治家。第16代越前福井藩主。諱慶永，號礫川、鷗渚、春嶽，其中「春嶽」為他最喜愛使用的號，遂以松平春嶽（日语：〔〕／ Matsudaira Shungaku）之名而為人所知。他是田安德川家第3代當主德川齊匡的八子，後來成為松平齊善的養子。他也是第12代幕府將軍德川家慶的堂兄弟。
由於為政清明，所以與宇和島藩第8代藩主伊達宗城、土佐藩第14代藩主山內豐信、薩摩藩第11代藩主島津齊彬並稱為「幕末四贤侯」。

## 生平

### 就任藩主
1828年出生於江戶城内的田安邸，原預定成為伊予松山藩主松平勝善的養子，但福井藩第13代藩主松平齊善於天保9年猝逝，便由時年11歳的他繼任藩主，並且在同一年元服，將軍德川家慶賜下一字，名為慶永，敘任正四位下左近衛權少將兼越前守。
在中根雪江、由利公正及橋本左内等人輔佐下，慶永積極改革藩政，不但設置洋學所，也整飭軍制。嘉永4年（1851年），升任左近衛權中将。嘉永6年（1853年），美國的馬修·培理率艦隊來航之際，水戶藩主德川齊昭及薩摩藩主島津齊彬主張以海防強化攘夷時，與老中阿部正弘交流而轉為開國派。

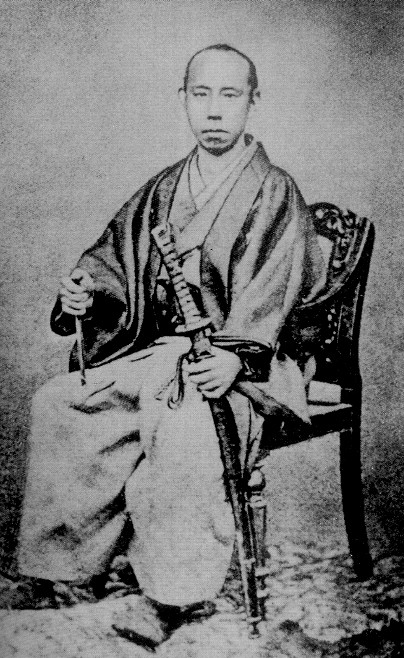
松平春嶽

### 將軍繼嗣之爭
與德川齊昭等人同為推舉一橋慶喜的「一橋派」，並為此派遣橋本左内上京活動，但以大老井伊直弼為首的「南紀派」，專斷決立紀州藩主德川慶福為世子，並私自簽訂「日美友好通商條約」，憤懣的慶永與齊昭登城抗議，卻被責以擅自登城之罪，且強制其隱居。

### 明治維新時期
在井伊直弼於櫻田門外之變中遭暗殺後，春嶽於文久2年（1862年）4月獲准參與幕府政治，同年7月，幕府進行「文久改革」，春嶽出任「政治總裁職」，與「將軍後見職」一橋慶喜、「京都守護職」松平容保等一起推動公武合體政策，春嶽並將熊本藩的横井小楠迎為政治顧問。翌年上洛，因不滿欲向尊攘派妥協的慶喜而辭去政治總裁一職。
元治2年2月（1864年），容保改任軍事總裁職，原京都守護職由春嶽接手，兩個月後便辭職。同年7月，禁門之變勃發，春嶽再度上洛，與有力大名們商討長州藩的處分及破約攘夷問題，然意見不一，最終不歡而散。
慶應3年（1867年），與德川慶喜、島津久光、山内容堂及伊達宗城等召開四侯会議，春嶽於席上始終反對長州征伐，與慶喜的意見相牴觸，致使會議失敗，薩摩藩從此傾向倒幕，土佐藩則更堅定佐幕之心，不過春嶽對於慶喜大政奉還的建白深表贊同。同年12月，宣布王政復古之前日，被朝廷任命為議定一職。

### 維新後
王政復古後贊成薩摩、長州的討幕運動。維新後，歷任内國事務總督、民部官知事、民部卿、大藏卿等職。明治3年（1870年），從政界隱退。
明治14年（1881年），勳二等旭日重光章受章。明治21年（1888年），升敘從一位，翌年勳一等旭日大綬章受章。明治23年（1890年）於小石川的自宅內去世，享年64。墓所位於東京都品川區的補陀洛山海晏寺。死後隔年，被奉祀於佐佳枝廼社（越前東照宮）。昭和18年（1943年），創建了以春嶽為主祭神的別格官幣社福井神社。
辭世之歌為「 」。

## 人物・逸話

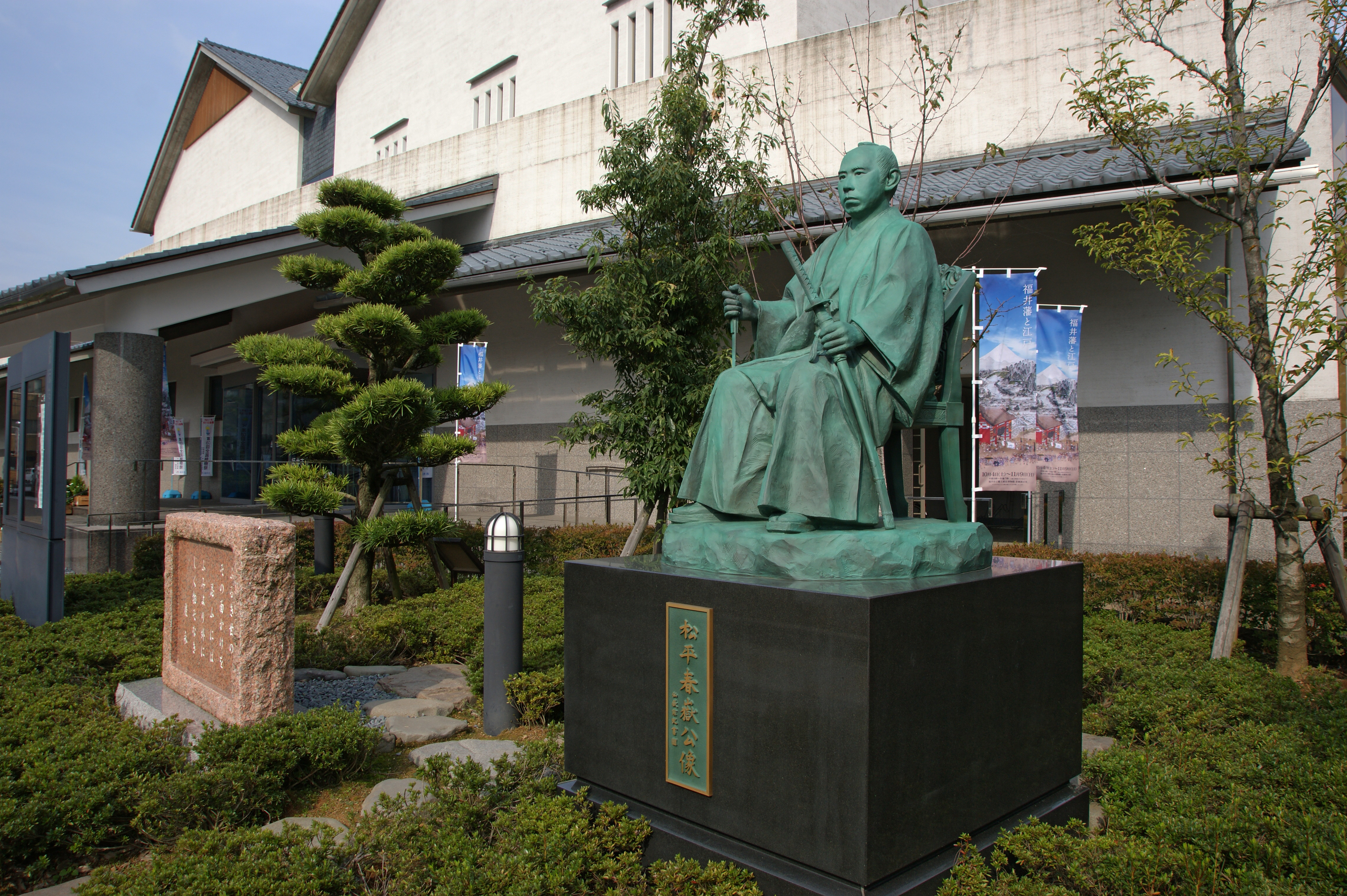
福井市立鄉土歴史博物館前的松平春嶽像

- 幕末發行的貨幣「文久永宝」之簡體「寶」字即出自善書的春嶽之手。
- 年號「元治」為春嶽向幕府和朝廷推薦而採用。
- 年號「明治」為春嶽所命名。
- 著有《逸事史補》。

## 家系
- 父：德川齊匡（田安德川家第3代當主）
- 養父：松平齊善（日语：松平斉善）（福井藩第13代藩主）
- 母：於連以之方（日语：青松院）（側室）
- 兄弟
  - 同母弟
    - 德川慶臧（尾張德川家第13代當主）

  - 異母兄弟
    - 德川齊位（一橋德川家第5代當主）
    - 德川慶壽（一橋德川家第7代當主）
    - 德川慶賴（田安德川家第5代當主）
    - 近姬（一橋德川家第4代當主德川齊禮室）
    - 愛姬（尾張德川家第11代當主德川齊溫室）
    - 猶姬（尾張德川家第12代當主德川齊莊室）

- 正室：勇姬（熊本藩第10代藩主細川齊護（日语：細川斉護）之女）
  - 安姬（早夭）
- 側室：多滿
  - 貞姬（早夭）
  - 誠姬（早夭）
- 側室：某
  - 猶姬（早夭）
  - 六之助（早夭）
  - 康泰（早夭）
- 側室：婦志（糟屋十郎兵衛之女）
  - 松平節子（松平康莊妻）
  - 松平里子（徳川厚妻）
  - 松平正子（毛利五郎妻）
  - 松平千代子（三條公美妻）
  - 松平慶民（日语：松平慶民）（宮內廳初代長官）
  - 徳川義親（日语：徳川義親）（尾張德川家第19代當主）
- 養子：松平茂昭（日语：松平茂昭）（糸魚川藩主松平直春（日语：松平直春）之子、福井藩第17代藩主）
- 養女：謐姬（糸魚川藩主松平直春（日语：松平直春）之女、阿部正弘繼室）

## 登場作品
小說
- 天翔（KADOKAWA、葉室麟（日语：葉室麟）著）
- 正傳・松平春嶽（東京新聞出版局、白崎昭一郎（日语：白崎昭一郎）著）
- 松平春嶽－被稱為「幕末四賢侯」的名君（PHP研究所、中島道子（日语：中島道子）著）

影視劇
- 建国史 尊王攘夷（日语：建国史 尊王攘夷）（1927年、日活、演：南光明）
- 維新之曲（日语：維新の曲）（1942年、大映、演：大国一公）
- 花之生涯（日语：花の生涯 彦根篇 江戸篇）（1953年、松竹、演：明石潮）
- 新選組始末記（日语：新選組始末記#テレビドラマ（1961年））（1961年、TBS、演：今村原兵）
- 花之生涯（日语：花の生涯 (NHK大河ドラマ)）（1963年、NHK大河劇、演：山口幸生）
- 幕末（1964年、TBS、演：金子信雄）
- 大奧（1968年、KTV、演：森源太郎）
- 龍馬來了（1968年、NHK大河劇、演：渡邊文雄（日语：渡辺文雄 (俳優)））
- 天皇的世紀（日语：天皇の世紀#第一部（テレビドラマ））（1971年、ABC、演：御木本伸介）
- 勝海舟（日语：勝海舟 (NHK大河ドラマ)）（1974年、NHK大河劇、演：井上孝雄）
- 龍馬來了（日语：竜馬がゆく#1982年版）（1982年、TX、演：御木本伸介）
- 花之生涯 井伊大老與櫻田門（日语：花の生涯 井伊大老と桜田門）（1988年、TX、演：氏家修）
- 宛如飛翔（1990年、NHK大河劇、演：磯部勉）
- 尾張幕末風雲錄（1998年、TX、演：井上高志）
- 勝海舟最畏懼的男人：武士小栗上野介（1998年、ANB、演：小澤和義（日语：小沢和義））
- 德川慶喜（1998年、NHK大河劇、演：林隆三）
- 洞見未來的幕末英傑 横井小楠（1998年、TKU、演：林与一）
- 龍馬來了（日语：竜馬がゆく#2004年版）（2004年、TX、演：松本幸四郎）
- 篤姬（2008年、NHK大河劇、演：矢島健一）
- 大河劇所描繪的坂本龍馬真相（日语：大河ドラマが描かない坂本龍馬の真実）（2010年、NTV、演：若林豪）
- 仁者俠醫（2011年、TBS、演：小久保丈二）
- 櫻田門外之變（日语：桜田門外ノ変#映画）（2010年、東映、演：池內博之）
- 龍馬傳（2009年、NHK大河劇、演：夏八木勳（日语：夏八木勲））
- 八重之櫻（2013年、NHK大河劇、演：村上弘明）
- 花燃（2015年、NHK大河劇、演：磯崎龍一（日语：磯崎竜一））
- 龍馬的遺言（2018年、NHK、演：筒井道隆）
- 西鄉殿（2018年、NHK大河劇、演：津田寬治（日语：津田寛治））
- 直衝青天（2021年、NHK大河劇、演：要潤）

## 腳注
1. ↑  一般認為是福井藩第3代松平忠昌以降之別系統（別藩）的學説與主張。

| 松平慶永        |                                   |                 |
| 前任： 松平齊善 | 福井藩第十六代藩主 1838年－1858年 | 繼任： 松平茂昭 |
| 職務新設立      | 日本第一任大藏卿 1869年           | 繼任： 伊達宗城 |